# La petita venedora de prosa
La petita venedora de prosa és un llibre de Daniel Pennac pertanyent a la saga de la família Malaussène i, com els altres títols de la sèrie, és una novel·la negra escrita en clau d'humor. Va obtenir el Prix du Livre Inter l'any 1990.

## Argument
Benjamin treballa en una editorial de prestigi sota les ordres de la reina Zabo i s'encarrega d'atendre els autors rebutjats per calmar-los. La seva germana Clara està a punt de casar-se amb el director d'una presó model, fet que l'omple de tristor, ja que el nuvi té més de seixanta anys. El dia del casament, però, l'home apareix brutalment assassinat. Menstrestant, la reina Zabo ofereix a Benjamin la possibilitat d'assumir la identitat del misteriós autor supervendes JLB, a qui ningú coneix i que li revela ser l'antic ministre de l'interior. Benjamin accepta per aconseguir diners per al futur nadó de Clara, malgrat li costa que la seva parella Julie l'abandoni per farsant.
Durant l'acte de presentació de la darrera novel·la de JLB, un misteriós assassí dispara i deixa Benjamin en coma. La seva família comença les investigacions per esbrinar la identitat del culpable, que resulta ser l'autèntic autor, a qui el ministre havia robat les obres en ser un pres aïllat del món exterior. Aquest autor comença una campanya de venjança matant tothom qui ha tingut a veure amb l'obra, per a desesperació de la policia, incapaç d'enxampar-lo. Només Julie pot aturar-lo i després d'obtenir la seva confessió, el porta a veure Benjamin, on un agent li dispara i el mata. Llavors Benjamin surt del coma i torna a la seva vida familiar.

## Personatges
Els personatges més destacats de la novel·la són:
- Benjamin = protagonista de la novel·la, destaca per la seva compassió i amor cap a la seva família, incapaç de fer mal a ningú acaba tirotejat i des del llit de l'hospital descobreix l'autèntic culpable dels crims
- Julie = periodista i amant de Benjamin, fuig després que ell accepti la feina de suplantar JLB, després apareix com la seva venjadora, la mou la cerca de la veritat i el record del seu pare
- Therèse = germana de Benjamin, vident, no accepta que estigui mort quan el disparen i els seus dots convencen el doctor de no desconnectar-lo
- Jeremy = germà de Benjamin, l'ajuda a ficar-se en el paper de JLB i després vol ajudar Julie en la seva presumpta croada de venjança; evita que un metge gelós desconnecti Benjamin
- Petit = germà de Benjamin, és qui demana les històries nocturnes que fan que la família conegui les novel·les de JLB
- Thian = policia que viu amb la família cuidant-se de Verdun, la germana menor, acaba resolent el cas i mor quan mata l'assassí a l'hospital
- Clara = germana de Benjamin, vol casar-se amb Clarence, de qui espera un fill però és assassinat el dia del casament
- Clarence Saint-Hiver = director d'una presó model on vol reinserir els presos a partir de l'art, entre ells Alexandre, l'autèntic JLB
- La Reina Zabo = cap de Benjamin, mou tota l'acció en decidir la suplantació de la identitat de JLB i després calmar l'autèntic autor per evitar més morts
- Alexandre = autor frustrat qui signa amb el pseudònim JLB, traït per Clarence i el ministre de l'interior, inicia una campanya de venjança i s'enamora de Julie, la qual l'atura
- Loussa = company de feina de Benjamin, amic de la Reina Zabo, explica a l'hospital els esdeveniments i permet que el protagonista entengui què ha passat
- Coudrier = inspector en cap, recapitula els diferents testimonis del cas

## Anàlisi
L'obra subverteix els cànons de la novel·la negra en presentar una trama plena d'humor malgrat les morts i la cruesa de determinats temes (fills abandonats, la presó, la tortura, els complexos....). Els personatges tenen un punt proper al surrealisme, des de la família Malaussène, que augmente en membres a cada entrega de la saga, fins als secundaris del barri de Belleville, suburbi on la lleialtat està per sobre de les convencions socials.
El suspens ajuda a avançar per temes de crítica social a la societat actual i adopta una concepció tradicional del relat. Aquesta crítica és explícitament compartida pels protagonistes, els quals denuncien la corrupció, l'afany de lucre i la manca d'honestedat. Tots ells es refugien en els seus dons o aficions (la literatura, les prediccions astrològiques, les rutines domèstiques, etc.) per buscar una coherència que manca en el món real.
Benjamin es presenta com un antiheroi contemporani: pobre, cap de turc però essencialment bo i culte, al seu voltant es desencadena sempre la catàstrofe sense que ell la busqui. El final inesperat fuig del maniqueisme i els únics culpables no són els delinqüents condemnants, sovint empesos pel seu passat, sinó les jerarquies que els creen.